# 336109 Rokiškis
336109 Rokiškis è un asteroide della fascia principale interna. Scoperto nel 2008, presenta un'orbita caratterizzata da un semiasse maggiore pari a 2,347020 UA e da un'eccentricità di 0,116961, inclinata di 7,974100ª rispetto all'eclittica.
Rokiškis è una città del nord-est della Lituania.